# Lijst van oorlogsmonumenten in Goeree-Overflakkee
De Nederlandse gemeente Goeree-Overflakkee heeft 19 oorlogsmonumenten. Hieronder een overzicht.
| Nr.                             | Object                                                     | Herdachte groep                                                                                  | Ontwerper                                               | Onthulling        | Type             | Locatie                         | Plaats                                            | Coördinaten                   | Foto                                             |
| ------------------------------- | ---------------------------------------------------------- | ------------------------------------------------------------------------------------------------ | ------------------------------------------------------- | ----------------- | ---------------- | ------------------------------- | ------------------------------------------------- | ----------------------------- | ------------------------------------------------ |
| 390                             | Oorlogsmonument                                            | burgerslachtoffers                                                                               |                                                         |                   | gedenksteen      | Kerkstraat, 3256 AE             | Achthuizen                                        | 51° 41' 9" NB, 4° 16' 50" OL  | Oorlogsmonument                                  |
| 391                             | Monument op de Algemene begraafplaats                      | geallieerde militairen                                                                           | leerlingen van de Technische School te Middelharnis     |                   | overig           | Molenweg, 3245 LS               | Sommelsdijk                                       | 51° 45' 16" NB, 4° 8' 35" OL  | Monument op de Algemene begraafplaats            |
| 392                             | Gedenkteken in de Regionale Scholengemeenschap             | burgerslachtoffers                                                                               |                                                         |                   | plaquette        | Koningin Julianaweg 54, 3241 XC | Middelharnis                                      | 51° 45' 19" NB, 4° 9' 38" OL  |                                                  |
| 393                             | Indië-monument                                             | militairen in dienst van het Ned. Kon. na 1945, militairen in dienst van het Ned. Kon. 1940-1945 | Verenigde Natuursteen Bedrijven B.V.                    | 15 augustus 1998  | gedenksteen      | Langeweg, 3255 LJ               | Oude Tonge                                        | 51° 42' 1" NB, 4° 11' 17" OL  | Indië-monument                                   |
| 396                             | Indië-monument                                             | militairen in dienst van het Ned. Kon. na 1945                                                   | Dienst Gemeentewerken, i.s.m. het Comité Indië-monument | 2 oktober 1999    | overig           | Ring                            | Middelharnis                                      | 51° 45' 25" NB, 4° 9' 11" OL  | Indië-monument                                   |
| 397                             | Joods monument                                             | vervolgden Nederland                                                                             | A.M. Koster                                             |                   | gedenksteen      | Hoflaan, 3241 GK                | Middelharnis                                      | 51° 45' 30" NB, 4° 9' 36" OL  | Joods monument                                   |
| 398                             | Plaquette op de gevel van de voormalige synagoge           | vervolgden Nederland                                                                             | Hans Dolieslager                                        | 27 april 1995     | plaquette        | Zandpad 40, 3241 GX             | Middelharnis                                      | 51° 45' 37" NB, 4° 9' 37" OL  | Plaquette op de gevel van de voormalige synagoge |
| 399                             | Monument aan het Havenhoofd                                | overig                                                                                           |                                                         |                   | gedenksteen      | Havenhoofd, 3241 LD             | Middelharnis                                      | 51° 46' 27" NB, 4° 11' 36" OL |                                                  |
| 507                             | Vrij Vreugde                                               | algemeen                                                                                         |                                                         |                   | overig           | Vingerling, 3241 EC             | Middelharnis                                      | 51° 45' 42" NB, 4° 10' 3" OL  | Vrij Vreugde                                     |
| 667                             | Oorlogsmonument                                            | allen                                                                                            | M. Goudkamp                                             |                   | gedenksteen      | Kerksingel, 3257 AH             | Ooltgensplaat                                     | 51° 41' 0" NB, 4° 21' 0" OL   | Oorlogsmonument                                  |
| 800                             | Monument voor Leendert Jan Mijnders                        | militairen in dienst van het Ned. Kon. na 1945                                                   |                                                         | 30 maart 2001     | gedenksteen      | Staakweg, 3247 BV               | Dirksland                                         | 51° 45' 32" NB, 4° 5' 38" OL  |                                                  |
| 801                             | Indië-monument                                             | militairen in dienst van het Ned. Kon. 1940-1945                                                 |                                                         | 29 september 2000 | gedenksteen      | Staakweg, 3247 BV               | Dirksland                                         | 51° 45' 32" NB, 4° 5' 38" OL  | Indië-monument                                   |
| 2040                            | Voor hen die vielen                                        | algemeen, burgerslachtoffers                                                                     | Ir. M.C.A. Meischke                                     | 4 mei 1951        | overig           | Dorpsweg 1, 3253 AG             | Ouddorp                                           | 51° 48' 30" NB, 3° 56' 1" OL  | Voor hen die vielen                              |
| 2057                            | Herdenkingsmonument                                        | algemeen, vervolgden Nederland, verzet Nederland                                                 |                                                         | 4 mei 1995        | gedenksteen      | Poldersweegje, 3247 KE          | Dirksland                                         | 51° 44' 46" NB, 4° 6' 15" OL  | Herdenkingsmonument                              |
| 2090                            | Algemeen Oorlogsmonument                                   | algemeen                                                                                         | Ir. M.C.A. Meischke                                     |                   | gedenksteen      | Louis Bouwmeesterplein, 3241 GK | Middelharnis                                      | 51° 45' 32" NB, 4° 9' 34" OL  | Algemeen Oorlogsmonument                         |
| 3026                            | Indië-monument                                             | militairen in dienst van het Ned. Kon. na 1945                                                   |                                                         | 19 april 1997     | Kruis            |                                 | Goedereede                                        | 51° 49' 4" NB, 3° 58' 53" OL  | Indië-monument                                   |
| 3275                            | Bevrijdingsplaquette                                       | algemeen                                                                                         | Oswald Wenckebach (1895-1962)                           |                   | plaquette        | Tramlijnweg 2, 3252 BR          | Goedereede                                        | 51° 48' 59" NB, 3° 58' 44" OL |                                                  |
| 3350                            | Oorlogsmonument                                            |                                                                                                  |                                                         | 2 mei 2009        | beeld/sculptuur  | Oudelandsedijk, 3255            | Oude-Tonge                                        | 51° 42' 29" NB, 4° 12' 59" OL |                                                  |
|                                 | Oorlogsmonument, Crashsite B-17G 43-38103 ‘The Bates crew' | geallieerde militairen                                                                           |                                                         |                   | Informatiepaneel | Blomweg/De Punt                 | Ouddorp                                           | 51° 47' 38" NB, 3° 53' 21" OL |                                                  |
|                                 | Oorlogsmonument, Crashsite B-17G ‘Mr. Tacoma’ 43-3794      | geallieerde militairen                                                                           |                                                         |                   | Informatiepaneel | Zuidweg                         | Ouddorp                                           | 51° 47' 53" NB, 3° 55' 25" OL |                                                  |
| Dit oorlogsmonument op Wikidata | Stolpersteine                                              | vervolgden Nederland                                                                             | Gunter Demnig                                           |                   | reliëf           |                                 | Zie Lijst van Stolpersteine in Goeree-Overflakkee |                               | Meer afbeeldingen                                |

Alblasserdam ·
Albrandswaard ·
Alphen aan den Rijn ·
Barendrecht ·
Bodegraven-Reeuwijk ·
Capelle aan den IJssel ·
Delft ·
Den Haag ·
Dordrecht ·
Goeree-Overflakkee ·
Gorinchem ·
Gouda ·
Hardinxveld-Giessendam ·
Hendrik-Ido-Ambacht ·
Hillegom ·
Hoeksche Waard ·
Kaag en Braassem ·
Katwijk ·
Krimpen aan den IJssel ·
Krimpenerwaard ·
Lansingerland ·
Leiden ·
Leiderdorp ·
Leidschendam-Voorburg ·
Lisse ·
Maassluis ·
Midden-Delfland ·
Molenlanden ·
Nieuwkoop ·
Nissewaard ·
Noordwijk ·
Oegstgeest ·
Papendrecht ·
Pijnacker-Nootdorp ·
Ridderkerk ·
Rijswijk ·
Rotterdam ·
Schiedam ·
Sliedrecht ·
Teylingen ·
Vlaardingen ·
Voorne aan Zee ·
Voorschoten ·
Waddinxveen ·
Wassenaar ·
Westland ·
Zoetermeer ·
Zoeterwoude ·
Zuidplas ·
Zwijndrecht